# Юнацька збірна Сейшельських Островів з футболу (U-17)
Юнацька збірна Сейшельських Островів з футболу (U-17) — національна футбольна збірна Сейшельських Островів, що складається із гравців віком до 17 років. Керівництво командою здійснює Сейшельська федерація футболу.
Головним континентальним турніром для команди є Юнацький (U-17) чемпіонат Африки з футболу, успішний виступ на якому дозволяє отримати путівку на Чемпіонат світу (U-17). Також може брати участь у товариських і регіональних змаганнях. Протягом 1980-х років функціонувала у форматі U-16.

## Юнацький чемпіонат Африки
| Юнацький (U-17) чемпіонат Африки | Юнацький (U-17) чемпіонат Африки | Юнацький (U-17) чемпіонат Африки | Юнацький (U-17) чемпіонат Африки | Юнацький (U-17) чемпіонат Африки | Юнацький (U-17) чемпіонат Африки | Юнацький (U-17) чемпіонат Африки | Юнацький (U-17) чемпіонат Африки | Юнацький (U-17) чемпіонат Африки |
| Рік                              | Раунд                            | Місце                            | І                                | В                                | Н                                | П                                | Г+                               | Г-                               |
| -------------------------------- | -------------------------------- | -------------------------------- | -------------------------------- | -------------------------------- | -------------------------------- | -------------------------------- | -------------------------------- | -------------------------------- |
| 1995                             | не брала участь                  | не брала участь                  | не брала участь                  | не брала участь                  | не брала участь                  | не брала участь                  | не брала участь                  | не брала участь                  |
| 1997                             | не брала участь                  | не брала участь                  | не брала участь                  | не брала участь                  | не брала участь                  | не брала участь                  | не брала участь                  | не брала участь                  |
| 1999                             | не брала участь                  | не брала участь                  | не брала участь                  | не брала участь                  | не брала участь                  | не брала участь                  | не брала участь                  | не брала участь                  |
| 2001                             | груповий етап                    | 8-е                              | 3                                | 0                                | 0                                | 3                                | 1                                | 17                               |
| 2003                             | не брала участь                  | не брала участь                  | не брала участь                  | не брала участь                  | не брала участь                  | не брала участь                  | не брала участь                  | не брала участь                  |
| 2005                             | не брала участь                  | не брала участь                  | не брала участь                  | не брала участь                  | не брала участь                  | не брала участь                  | не брала участь                  | не брала участь                  |
| 2007                             | не брала участь                  | не брала участь                  | не брала участь                  | не брала участь                  | не брала участь                  | не брала участь                  | не брала участь                  | не брала участь                  |
| 2009                             | не кваліфікувалася               | не кваліфікувалася               | не кваліфікувалася               | не кваліфікувалася               | не кваліфікувалася               | не кваліфікувалася               | не кваліфікувалася               | не кваліфікувалася               |
| 2011                             | не брала участь                  | не брала участь                  | не брала участь                  | не брала участь                  | не брала участь                  | не брала участь                  | не брала участь                  | не брала участь                  |
| 2013                             | не брала участь                  | не брала участь                  | не брала участь                  | не брала участь                  | не брала участь                  | не брала участь                  | не брала участь                  | не брала участь                  |
| 2015                             | не кваліфікувалася               | не кваліфікувалася               | не кваліфікувалася               | не кваліфікувалася               | не кваліфікувалася               | не кваліфікувалася               | не кваліфікувалася               | не кваліфікувалася               |
| 2017                             | не кваліфікувалася               | не кваліфікувалася               | не кваліфікувалася               | не кваліфікувалася               | не кваліфікувалася               | не кваліфікувалася               | не кваліфікувалася               | не кваліфікувалася               |
| Усього                           | 1/12                             | Груповий етап                    | 3                                | 0                                | 0                                | 3                                | 1                                | 17                               |